# جامعة يونغستن
جامعة يونقيستاون بالإنجليزي (Youngstown State University) والمعروفه باسم (YSU) هي جامعة أبحاث حضارية تأسست في عام 1908م تقع في يونغزتاون، أوهايو، الولايات المتحدة الأمريكية. ابتداً من خريف عام 2010م، كان هناك 15194 طالب ونسبة الطلاب إلى أعضاء هيئة التدريس من 19:01. خريف عام 2010م هو الأعلى منذ عام 1990م، عندما كان عدد الطلاب في الحرم الجامعي 15,454.

## تاريخ
أصول الجامعة تعود إلى عام 1908، عندما تفرعت جمعية الشبان المسيحية التي أنشئت مدرسة للقانون في يونغزتاون. في عام 1921، وأصبحت المدرسة تعرف باسم معهد يونغز للتكنولوجيا .في عام 1928، بعد عام من تأسيس كلية الآداب والعلوم، والمعهد مرة أخرى غيرت اسمها إلى كلية يانجز. في عام 1955، تم تغيير من كلية يونغز إلى جامعة يونغز.

## الرؤساء
- Dr. Howard W. Jones (1931–1966)-
- Dr. Albert L. Pugsley (1966–1973)-
- Dr. John J. Coffelt (1973–1984)-
- Dr. Neil D. Humphrey (1984–1992)-
- Dr. Leslie H. Cochran (1992–2000)-
- Dr. David C. Sweet (2000—2010)-
- Dr. Cynthia Anderson (2010— )-

## حرم الجامعة
تقع الجامعة في حرم (0.57 km2) إلى الشمال وسط المدينة.

## المباني
- Meshel Hall (قسم علوم الحاسب ونظم المعلومات)
- Fedor Hall (السكن وصحيفة طلابية، مجلة الطالب ويو، مجلة الطالب الأدبية، مركز ريتش للتوحد، وكلية يانجز المبكر)
- Cushwa Hall(كلية الصحة والخدمات الإنسانية)
- Lincoln Hall (الرياضيات)
- Phelps Building (الجغرافيا والدراسات الحضرية والإقليمية)
- Maag (المكتبة، مدرسة تعليم الإنجليزي لغير الناطقين بها)
- Tod Hall (المكاتب الإدارية)
- Alumni House (الخريجين وإدارة الأحداث ومؤسسة YSU)، وأقدم مبنى في الحرم الجامعي
- Moser Hall (الهندسة)

‌